# 乐善镇
乐善镇是中国四川省武胜县下辖镇，地处是武胜、岳池、合川三区县交界处，面积38.9平方公里，人口25647人（2000年）。镇人民政府驻乐善场，距县城12公里。

## 历史沿革
清朝初年名黑耳场，清末易名乐善场，属惠新里；民国置乐善乡；解放军入川后为乐善区公所驻地；1958年改乐善公社；1983年复乐善乡；1985年4月撤乐善乡以及乐善区，设乐善镇；1992年撤普兴乡并入乐善镇。
2019年12月，撤销龙庭乡，将所属行政区域划归乐善镇管辖。

## 地理
乐善镇位于武胜县东南部，与武胜的猛山乡、双星乡、永胜乡、龙庭乡、岳池县的裕民镇、重庆市合川区的肖家镇接壤，南下重庆98公里，北上南充93公里，东到湘渝铁路的庆华火车站32公里。地形以浅丘方山为主，有耕地1208公顷。

## 行政区划
辖22个村，共计180个村民小组，以及一个街道居委会。
武乐路社区、园山村、龙井湾村、棕市桥村、水洞湾村、简家垭村、红星村、观音寨村、红朝门村、白马村、破石坪村、松树林村、黄桷湾村、青龙村、红花村、自力村、石碾村、铧厂村、普兴村、干岭村、五四村、七郎村和双凤村。

## 教育
乐善中学、乐善二中、普兴初中、乐善小学、普兴小学等。

## 小学
白马庙小学，白马庙小学由一座叫白马庙的寺庙改建而成，为白马（9大队）、破石坪（10大队）两村合有。